# Іштван Гаті
|  |

| Іштван Гаті                 |                                         |
| Народження                  | 10 червня 1780 р. Хуст                  |
| Смерть                      | 24 вересня 1859 р. (79 років) Тата      |
| Громадянство                | угорське                                |
| Батьки                      | Гаті Іштван                             |
| Вид діяльності              | геодезист, інженер-сантехнік, економіст |
| Шаблон • Wikidata • Довідка |                                         |

Шаблон:Іштван гаті
Вид діяльності: геодезист, інженер=сантехнік, економіст
Іштван Гаті Самсоні (варіанти імені István Gáti, István Gáty ) ( Huszt, 10.06.1780 – Tata, 24.09.1859 ) геодезист, інженер-гідротехнік, економіст, член-кореспондент Угорського товариства вчених (1836). Піонер ранньої угорської геодезії, винахідник геодезичного кутового дзеркала.
Його батько, Іштван Гаті (Gáty) (Gáti István (református lelkész)) (1749–1843), який із 1779 року служив у Хусті, був реформаторським священником, викладачем, лінгвістом та автором першої угорської системи стенографії. Завдяки своєму синові Лайошу (молодшому) Іштван Гаті став дідом композитора Золтана Гаті (Gáty Zoltán).

## Життєпис
Він закінчив початкову школу в Марамароссігет, потім навчався в Дебрецені в 1794–1800 роках. З 1800 року викладав в Ошенях, потім із 1803 по 1808 роки вивчав інженерію та право в Пештському університеті. Він отримав диплом інженера в Institutum Geometricum ще в 1807 році. З 1808 року він був головним лісничим маєтку родини графів Естергазі в Папі, а з 1830 року в Таті. У 1835 році він був призначений головним інженером маєтків Тата і Гестес.
Одружившись, він став частиною близьких родинних зв'язків з провідними діячами папського реформованого суспільного життя. Його дружиною була Терезія Торкос, батьком якої був Якаб Торкос молодший, який займав посаду єпископа Задунайського реформованого церковного округу між 1795 і 1813 роками., його дядьком був старший Якаб Торкос, який помер у 1745 р. і 1785 р. він був єпископом, і всі вони прямі вони були нащадками Якава Чузі Чеха, який обіймав ту саму посаду в 1693–1695 роках.

## Робота
Працюючи на службі у Естергазі, він формально обіймав посаду головного лісничого, однак його основним завданням було управління водними ресурсами в межах маєтків, зокрема осушення затоплених територій і боліт. У 1830 році він підготував свій проект регулювання Раба, Рабка і Маркаль, але його плани не збулися. Він багато займався питаннями землевпорядкування, і в 1835 році він розробив кутове дзеркало, яке замінило вимірювальний стіл і вимірювальний ланцюг. Протягом багатьох років серед фахівців точилися гарячі дискусії щодо зручності цього інструмента, що спрощував налаштування, проте вдосконалені версії дзеркала використовувалися аж до недавнього часу. Крім того, він розробив математично обґрунтовану методику, яка стала основою чисельного підходу: згідно з нею, точки на кресленні не лише позначаються, але й отримують числові координати.
Ґаті також відіграв важливу роль у розвитку сучасних фінансових послуг: разом з Андрашем Фаєм він розробив плани створення першого ощадного банку в Угорщині, а разом з Феньєшем Елеком – інституту страхування життя. У 1820–1840-х роках він писав статті в кількох журналах з економічної політики, організації господарства та технічних тем ( дезма і панські справи, регулювання річок і водне будівництво, землемірство, лісове господарство тощо). У 1832 році цензура не дозволила опублікувати його фінансову працю під назвою «Природа грошей, їхня сила, створена кредитом, і кредитний банк». Окрім цього, він зробив значний внесок у музичну освіту, написавши в 1802 році перший угорський підручник з гри на фортепіано.
У 1836 році він був обраний членом-кореспондентом Угорського товариства вчених. З 1848 року він був президентом відділу лісового господарства Національного угорського економічного товариства.

## Основні праці
- Мистецтво гри на фортепіано з партитури..., Буда, 1802 р.
- Огляд найновіших геодезичних інструментів і рекомендація для ідеальних вимірювань і постійних карт, hn, 1835 р.
- Ідеї регулювання води, особливо щодо регулювання та судноплавства річки Раба, Пешт, 1839 р.
- Практична зйомка землі за допомогою дзеркал: клас цінних земель і телеметр, Папа, 1845 р.
- Про захист Будапешта від повеней, Пешт, 1845 р.